# Mała Karatul
Mała Karatul (ukr. Мала Каратуль) – wieś na Ukrainie, w obwodzie kijowskim, w rejonie boryspolskim, w hromadzie Taszań. W 2001 liczyła 470 mieszkańców, spośród których 460 wskazało jako ojczysty język ukraiński, a 10 rosyjski.